# Alleanza di Sinistra
L'Alleanza di Sinistra (in finlandese Vasemmistoliitto, in svedese Vänsterförbundet) è un partito politico nato in Finlandia nel 1990 dall'unione del Partito Comunista Finlandese, la Lega Democratica Popolare Finlandese e la Lega Democratica delle Donne Finlandesi.
A seguito delle elezioni parlamentari in Finlandia del 2023 è presente nel Parlamento finlandese con 11 membri; conta inoltre un membro al Parlamento europeo, appartenente al Gruppo della Sinistra.

## Storia
Il partito nasce in occasione delle elezioni parlamentari del 1991 per raggruppare alcune precedenti formazioni della sinistra finlandese. In quelle elezioni conquista il 10,08% riuscendo a ottenere 19 seggi senza rientrare però nella coalizione governativa.
Nelle 1995 riuscì con l'11,08% a ottenere 22 seggi e ad entrare insieme ai verdi e al Partito Socialdemocratico Finlandese nella coalizione governativa chiamata "Coalizione Arcobaleno", alleanza che verrà poi riconfermata dopo le elezioni del 1999.
La coalizione governativa durò fino al 2003 quando il Partito di Centro riuscì a formare una coalizione col Partito Socialdemocratico e il Partito di Coalizione Nazionale, escludendo l'Alleanza di Sinistra dal governo del Paese.
Dal 2011 l'Alleanza di Sinistra rientra a fare parte di nuovo della coalizione governativa, da cui uscirà nel marzo 2014 rifiutando di votare i tagli contenuti nella legge di bilancio. Dopo le elezioni del 2015, l'Alleanza mantiene la sua posizione di opposizione al nuovo governo di centro-destra guidato da Governo Sipilä.
Nel giugno 2018 aderisce al movimento europeo Ora il Popolo. Nel settembre 2024 abbandona il Partito della Sinistra Europea, cui aderiva come osservatore, per fondare l'European Left Alliance.

## Presidenti
- Claes Andersson (1990-1998)
- Suvi-Anne Siimes (1998-2006)
- Martti Korhonen (2006-2009)
- Paavo Arhinmäki (2009-2016)
- Li Andersson  (2016-in carica)

## Loghi

Logo iniziale
Logo successivo

## Risultati elettorali

### Elezioni legislative
| Anno | Voti    | %          | +/- | Seggi    | +/- | Status      |
| ---- | ------- | ---------- | --- | -------- | --- | ----------- |
| 1991 | 274 639 | 10,1 (4.º) |     | 19 / 200 |     | Opposizione |
| 1995 | 310 340 | 11,2 (4.º) | 1,2 | 22 / 200 | 3   | Governo     |
| 1999 | 291 675 | 10,9 (4.º) | 0,3 | 20 / 200 | 2   | Governo     |
| 2003 | 277 152 | 9,9 (4.º)  | 1,0 | 19 / 200 | 1   | Opposizione |
| 2007 | 244 296 | 8,8 (4.º)  | 1,1 | 17 / 200 | 2   | Opposizione |
| 2011 | 239 039 | 8,1 (5.º)  | 0,8 | 14 / 200 | 3   | Governo     |
| 2015 | 211 702 | 7,1 (6.º)  | 1,0 | 12 / 200 | 2   | Opposizione |
| 2019 | 251 808 | 8,2 (6.º)  | 1,1 | 16 / 200 | 4   | Governo     |
| 2023 | 218 340 | 7,06 (6.º) | 1,1 | 11 / 200 | 5   | Opposizione |

### Elezioni presidenziali
| Anno | Candidato supportato         | 1º Turno                     | 1º Turno                     | 2º Turno                     | 2º Turno                     |
| Anno | Candidato supportato         | Voti                         | %                            | Voti                         | %                            |
| ---- | ---------------------------- | ---------------------------- | ---------------------------- | ---------------------------- | ---------------------------- |
| 1994 | Claes Andersson              | 122 820                      | 3,8 (6.º)                    |                              |                              |
| 2000 | Nessuno candidato supportato | Nessuno candidato supportato | Nessuno candidato supportato | Nessuno candidato supportato | Nessuno candidato supportato |
| 2006 | Tarja Halonen                | 1 397 030                    | 46,3 (1.º)                   | 1 630 833                    | 51,8 (1.º)                   |
| 2012 | Paavo Arhinmäki              | 167 663                      | 5,5 (6.º)                    |                              |                              |
| 2018 | Merja Kyllönen               | 89 977                       | 3,0 (7.º)                    |                              |                              |

### Elezioni europee
| Anno | Voti    | %          | +/-     | Seggi  | +/-     |
| ---- | ------- | ---------- | ------- | ------ | ------- |
| 1996 | 236 490 | 10,5 (4.º) |         | 2 / 16 |         |
| 1999 | 112 757 | 9,1 (5.º)  | 1,4     | 1 / 16 | 1       |
| 2004 | 151 316 | 9,1 (5.º)  | Stabile | 1 / 14 | Stabile |
| 2009 | 98 690  | 5,9 (8.º)  | 3,2     | 0 / 13 | 1       |
| 2014 | 161 074 | 9,3 (6.º)  | 3,4     | 1 / 13 | 1       |
| 2019 | 125 749 | 6,9 (6.º)  | 2,4     | 1 / 13 | Stabile |
| 2024 | 316 859 | 17,3 (2.°) | 10,4    | 3 / 15 | 2       |